# Roc-a-Fella Records

Firmenlogo

Roc-a-Fella Records ist ein amerikanisches Hip-Hop-Musiklabel. Es wurde 1995 von Damon Dash, Kareem Burke und Jay-Z in New York gegründet. Roc-a-Fella Records wurde mittlerweile von Def Jam übernommen und existiert nicht mehr in diesem Sinne. Die Künstler wechselten ebenfalls.
Zu Roc-a-Fella Records gehörten mindestens 13 Künstler sowie ein eigenes Kleidungs- und Filmlabel.
Das Modelabel trägt den Namen Rocawear, dieses wurde aber verkauft.

## Ehemalige Künstler (Auswahl)
- Amil
- Jay-Z
- Kanye West
- Cam’ron
- DJ Clue
- Memphis Bleek
- Freeway
- Jadakiss
- Tru Life
- Young Gunz
- Hector Bambino
- Beanie Sigel
- Peedi Crakk
- Sauce Money
- Rell
- Scarface
- Juelz Santana